# 金子保 (心理学者)
金子 保（かねこ たもつ、1941年11月10日 - ）は、日本の発達心理学者、淑徳大学名誉教授。

## 人物・来歴
神奈川県横浜市生まれ。慶應義塾大学商学部卒業。慶應義塾大学大学院社会学研究科博士課程満期退学。東京都立八王子乳児院（現・東京都立八王子小児病院）母子保健院心理指導員等を経て、淑徳大学社会学部心理学科教授。2012年定年退職、名誉教授。発達心理学、乳児保育等を担当。 

## 著書
- 『赤ちゃんの心がわかる本』自由ブックス社, 1978.4 増補新版・自由国民社, 1981.6
- 『赤ちゃんの心を育てる10則』 (サンマークブックス)サンマーク出版, 1983.3 のち文庫
- 『ホスピタリズムの研究 乳児院保育における日本の実態と克服の歴史』川島書店, 1994.6
- 『生涯発達心理研究 淑徳大学開学者・長谷川良信の生涯とその精神を中心に』 (淑徳大学社会学部研究叢書 学文社, 2002.3
- 『乳児保育 1 (演習と講義)』クオリティケア, 2010.3
- 『生涯発達心理学』クオリティケア, 2011.3
- 『仏教心理学への道』クオリティケア, 2012.3
- 『仏教とこころの深層 物語の心理臨床的意味』クオリティケア, 2016.3

### 共編著・監修
- 『乳児保育』二木武,松島富之助共著. 同文書院, 1976
- 『乳幼児こころの健康づくり 幼児健康教室指導者必携』小山一宏,望月武子共著. 全国母子健康センター連合会, 1983
- 『友達のできる子に育てる 遊ぶ・学ぶ・けんかする』川瀬良美共著. サンマーク出版(サンマークブックス), 1993.5
- 『最初の子どもの育て方・しつけ方book 1才から3才まで』二木武共監修. 成美堂出版, 1998.4
- 『心理発達臨床概論 オムニバス方式による新しいテキスト』編著. 川島書店, 2001.3
- 『受験用保育士試験教本』監修. 西東社, 2004.7
- 『保育士試験問題集 本試験形式』監修. 西東社, 2005.6
- 『乳児保育 演習と講義 改訂版』横畑泰希共著 クオリティケア, 2013.3